# René Amiot
Pour les articles homonymes, voir Amiot.
René Amiot est un officier de l'Armée de terre française libre né le 15 janvier 1914 à Argenteuil et mort le 1er novembre 1985 à Lyon.

## Biographie
Après avoir effectué son service militaire à Alger, au 5e régiment de chasseurs d'Afrique, en 1935, il devient ingénieur agricole.

Lors de la déclaration de guerre, le 1er septembre 1939, il se réengage et est envoyé au Moyen-Congo et y apprend l'appel du 18 juin lancé par le général de Gaulle. Dès le lendemain, il se rend à l'ambassade de Grande-Bretagne à Léopoldville, au Congo belge. Recherché par la police vichyste du Moyen-Congo, il reste caché et participe, le 28 août 1940, au ralliement de Brazzaville à la France libre qui en deviendra sa capitale. 

Il est ensuite affecté au bataillon de marche n° 1 (BM 1) où il participe, en novembre 1940 à la campagne du Gabon puis à la campagne de Syrie ou il est grièvement blessé le 19 juin 1941.

Le 1er octobre 1941, il est nommé au bataillon de marche n° 11 (BM 11), nouvellement créé avec des éléments issus du BM 1, des tirailleurs sénégalais et de nouvelles recrues.

En avril 1942, le BM 11 est envoyé en Libye ou il prend part à la guerre du Désert, et participe à la seconde bataille d'El Alamein ou il est de nouveau blessé par une mine.

Une fois rétabli, il reprend le combat en Tripolitaine et est blessé, pour la troisième fois, par un obus.

Remis sur pied, il prend part à la fin de la campagne de Tunisie, tombe malade mais rejoint la 1re Division française libre en Italie ou il est affecté au service de santé.
Le 15 août 1944, René Amiot débarque, à Cavalaire, et participe à la libération de la France.

Fin 1944, il est de nouveau évacué sanitaire et termine la guerre avec le grade de lieutenant.

Après la victoire, il est envoyé à Dakar, et sert au service de santé des troupes coloniales jusqu'en 1955 ou il est placé en non activité.

Il part alors à Madagascar puis au Gabon ou il dirige un hôpital de lépreux dans la région d'Oyem au titre de la coopération.

Il retourne en France et nommé commandant il termine sa carrière, à 51 ans, à l’Institut des médecines tropicales du service de santé des armées à Marseille.
Pendant sa retraite, prise en 1965, il devient tour à tour administrateur de sociétés et directeur administratif. Il continue d'œuvrer bénévolement pour la fondation Raoul-Follereau et de l’ordre souverain de Malte, en luttant contre la lèpre en Afrique noire.
En 1978, il se retire définitivement dans la Drôme effectuant toutefois, en 1983, une dernière mission contre la lèpre dans le nord du Gabon.
Il décède le 1er novembre 1985 dans le 3e arrondissement de Lyon.

## Décorations
|  |  |  |  |
|  |  |  |  |
|  |  |  |  |

### Intitulés
- Officier de la Légion d'honneur[Quand ?]
- Compagnon de la Libération
- Ordre national du Mérite
- Croix de guerre 1939-1945 (2 citations)
- Médaille de la Résistance
- Médaille coloniale avec agrafes "AFL", "Libye", "Tunisie"
- Médaille des blessés de guerre
- Croix du combattant volontaire
- Médaille du Levant
- Médaille commémorative de la guerre 1939-1945
- Médaille commémorative des services volontaires dans la France libre